# Charly Summer
Charly Summer (* 21. Mai 1996 in Boca Raton) ist eine US-amerikanische Pornodarstellerin.

## Werdegang
Charly Summer, in ihrer Jugend passionierte Reiterin, wurde in Boca Raton, Florida, geboren. Mit fünf Jahren zog sie nach North Carolina und für ihr zweites Highschool-Jahr zurück nach Florida. Nach ihrem Schulabschluss besuchte sie die Kosmetikschule in Orlando. 2019 begann sie auf Anregung ihres damaligen Partners, unter dem Pseudonym kittytinyfeets anzügliche Bilder auf Reddit hochzuladen. Mit zunehmendem Erfolg entschloss sie sich, mit diesen Nacktbildern Geld verdienen zu wollen. Sie erhielt private Anfragen von Personen, die ihre Posts auf Reddit gesehen hatten, und erstellte auf deren Wunsch individuelle Videos gegen Bezahlung. Einige dieser Videos lud sie zur Vergrößerung ihrer Bekanntheit auf Filesharing-Plattformen hoch. In dieser Zeit begann sie auch ihre Tätigkeit als Camgirl. 
Über Chaturbate produzierte  Summer sodann erste Hardcore-Filme, zunächst mit dem auf dieser Website erfolgreichen Pärchen Jack and Jill. Im Oktober 2020 unterzeichnete sie bei der Vermittlungsagentur Motley Models einen Vertrag, um an Aufträge in der Erotikbranche zu gelangen und eigenständig Szenen drehen zu können. Über deren Vermittlung wurde Summer für Szenen unter anderem von den Studios Naughty America, BrattySis, Nubiles, Bang.com und Team Skeet gebucht. Später drehte sie auch für Reality Kings, Brazzers, Evil Angel Productions oder Blacked Raw.
2023 wurde sie als Best New Starlet mit dem AVN Award ausgezeichnet. Bei derselben Preisverleihung erhielt sie zudem Auszeichnungen für die von Jules Jordan produzierte Szene Ultimate Fuck Toy: Charly Sommer als bester Star-Show und für ihren Auftritt in Dream Team als bester Virtual-Reality-Sexszene. Stand Juli 2025 hat sie in über 180 pornographischen Produktionen mitgewirkt. Auch außerhalb der Erotikbranche war Summer tätig. Bei einem Vorsprechen zu Euphoria scheiterte sie noch im Vorsprechen, ergatterte aber eine Sprechrolle in The Idol, wofür sie auch Schauspielunterricht nahm.
Summer ist Mutter eines Sohnes.

## Auszeichnungen
- 2023: AVN Award – Best New Starlet[4]